# Jinnah (stacja antarktyczna)
Jinnah – letnia stacja antarktyczna, należąca do Pakistanu, położona na Ziemi Królowej Maud na Antarktydzie Wschodniej.

## Położenie i warunki
Stacja znajduje się na Wybrzeżu Księżniczki Ragnhildy nad Morzem Riiser-Larsena. Tworzą ją budynki z prefabrykatów, mieszczące trzy laboratoria i trzy chatki mieszkalne, oraz namioty. Patronem stacji jest Muhammad Ali Jinnah, twórca państwa pakistańskiego.

## Historia i działalność
Pierwsza pakistańska wyprawa antarktyczna dotarła na Antarktydę w styczniu 1991 roku. 25 stycznia flaga Pakistanu została wciągnięta na maszt przed nowo założoną stacją Jinnah. W wyprawie brało udział trzech naukowców: meteorolog, pracownik służby geologicznej Pakistanu i chemik, oraz pracownik telewizji. Badacze pozostawili w bazie Jinnah automatyczną stację meteo, która przekazuje dane do Pakistanu drogą satelitarną. Stacja została odnowiona podczas drugiej pakistańskiej wyprawy antarktycznej w antarktycznym lecie 1992/93; nie ma doniesień o jej działaniu w następnych latach. Zaproponowano przekształcenie stacji Jinnah w bazę całoroczną, albo budowę nowej stacji dla Pakistanu, ale na razie (stan na 2012) nie zostały podjęte w tym celu żadne kroki polityczne.
Pakistański program antarktyczny ma za zadanie prowadzenie prac w dziedzinach geologii, geofizyki, badań środowiska i oceanografii.